# 柱 (汽車)

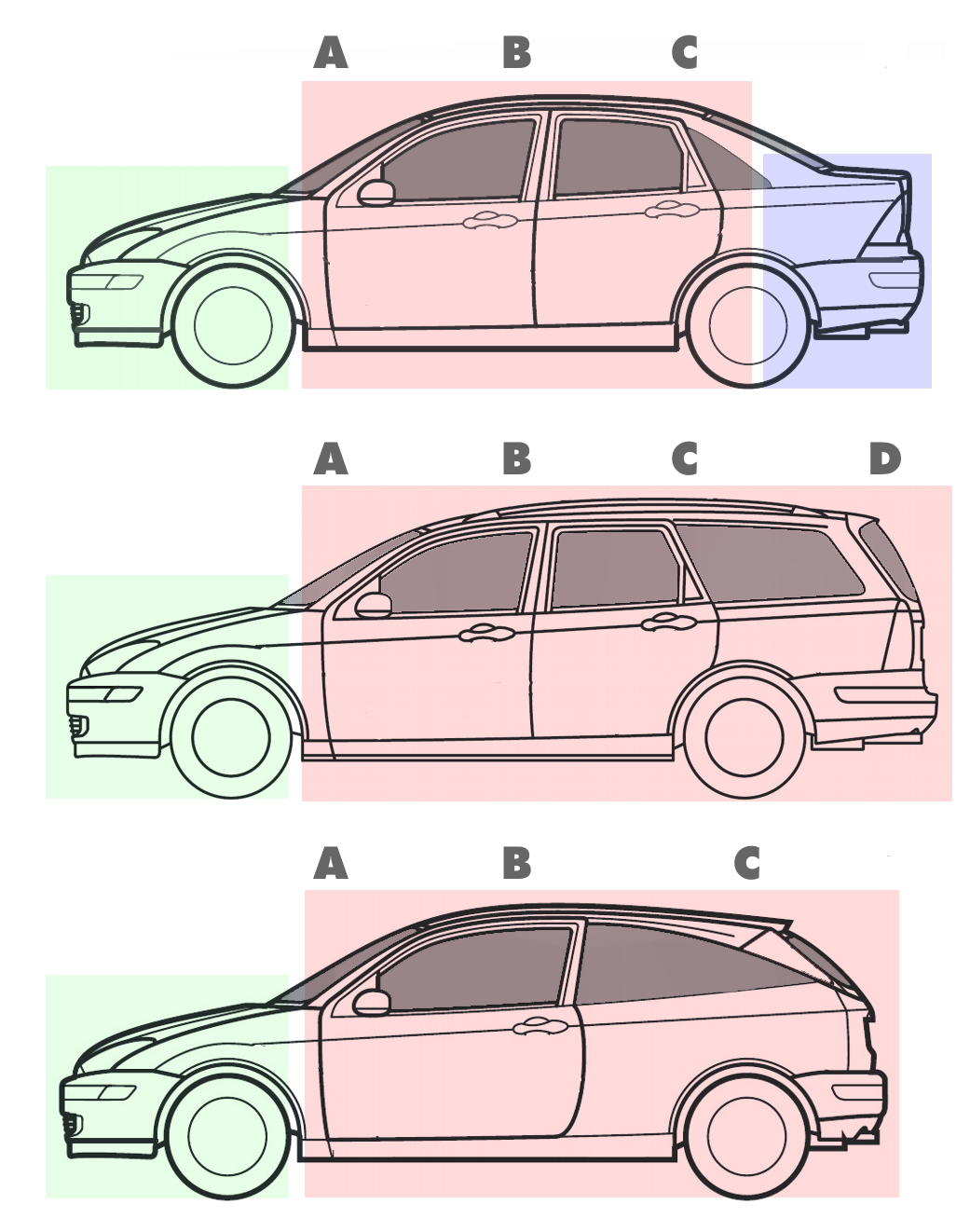
第一代福特福克斯轿车（三厢车）、旅行车（两厢车）和掀背车（两厢车）在同一车型系列中的典型支柱配置

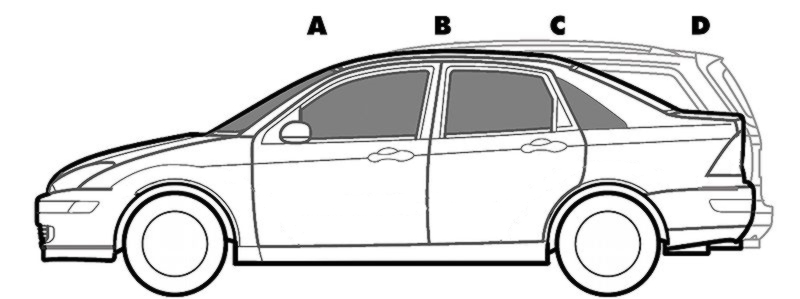
同一车型系列中轿车（三箱）和旅行车（两箱）的典型支柱配置

五门掀背车（两厢车）与同系列旅行车（两厢车）的叠加示意图——两款车都有D柱

在封闭式车顶的车型中（如四门轿车），汽车立柱是支撑车窗区域的垂直或近乎垂直的支撑结构。从前到后，这些立柱依次被称为A柱、B柱、C柱，以及在较大车型（如四门旅行車和SUV）中的D柱。这种命名方式是从车辆侧面观察得来的。

## 命名
汽车立柱是封闭式车身的垂直或倾斜构件，它们不仅支撑车顶，还增强了车身的扭转刚度。
随着时间推移，业界逐渐形成了一套用字母标识汽车立柱的约定俗成。这套体系被广泛应用于汽车媒体的车辆描述和评论、保险公司的受损部件识别，以及急救救援团队的沟通（如使用液压破拆工具时）。
这套体系使用大写字母A、B、C和D：
- A柱：车辆最前端的立柱，在挡风玻璃两侧支撑车顶。[3]
- B柱：位于前后侧窗之间，为车顶提供结构支撑。[4]
- C柱：两门和四门轿车以及掀背车的最后一根立柱。[5]
- D柱：较大四门车型（如旅行车和全尺寸SUV）的最后一根立柱。

值得注意的是，四分之一窗的立柱（通常是老款车型中位于前门窗和挡风玻璃之间的小窗，有时也出现在车后部）不被视为车顶立柱。

## 设计理念
车身立柱在提供汽车整体强度方面扮演着至关重要的角色。车顶和车门的设计是满足安全和碰撞标准的关键因素，同时也是开发或改进成本最高的车身部件。 在安全标准出台之前，立柱通常较细。随着车顶防压保护法规的实施，车身立柱的设计经历了显著变化。美国从2009年开始分阶段引入新标准，要求封闭式乘用车能够在车顶上承受1.5倍至3.0倍车辆空载重量，同时保证乘员的头部空间（生存空间）。
这一要求促使设计师开发出更粗壮的车顶立柱，不仅要提供足够的强度，还需包含缓冲材料并为安全气囊留出空间。 然而，粗壮的A柱可能会限制驾驶员的前方视野，造成视觉盲区。 为此，一些设计采用了更细、更倾斜的A柱，使用强度更高的合金鋼材料，在保证安全性能的同时改善了驾驶视野。
A柱的设计在现代汽车中尤为重要，因为它的位置和角度直接影响车前部的形状和整体轮廓，也就是设计师所说的“体量”。 例如，更靠前的A柱能够提供更宽敞的内部空间，同时减小引擎盖和挡风玻璃之间的角度差异，使车侧面看起来更具流线型。 相比之下，位置更靠后的A柱多见于后驱车型和SUV，这种布局虽然牺牲了一些内部空间，但为驾驶员提供了更开阔的视野，并在引擎盖和挡风玻璃之间形成了更明显的角度。
四门轿车的中央B柱通常是一个封闭的钢结构，底部与车辆的侧裙板和底板焊接，顶部与车顶横梁或顶板相连。 这根立柱不仅为车顶提供结构支撑，还承担了前门锁扣和后门铰链的安装功能。 作为“可能是车辆上最复杂的结构之一”，B柱往往是一个由多层不同长度和强度材料组成的复合体。
在两门轿车和掀背车中，B柱同样是单体式车身的重要组成部分，它将前门与第二排座椅的固定或活动玻璃分隔开来。对于四门以上的车型，如加长轿车，会相应增加B柱的数量，按顺序编号为B1、B2等。
没有B柱的封闭式车辆通常被称为硬顶车，这种设计曾广泛应用于两门或四门的轿车、两门轿跑车和旅行车。 无B柱设计虽然提升了乘员的视野，但也需要加强底盘以维持结构刚度。 随着对车顶强度要求的提高，无立柱设计逐渐被刚性B柱取代，如两门AMC Matador系列。 为了延续硬顶车的受欢迎程度，通用汽车在20世纪70年代初尝试扩大“硬顶”的定义，将带B柱的车型也纳入其中，声称“在此之前，大家都认为硬顶车就是没有中央立柱的车”。 通用汽车的“柱廊式”（Colonnade）中型车因其符合新翻车保护标准的立柱结构而得名，尽管营销人员试图将它们包装成真正的硬顶车。 到了70年代末（1978年是美国国内市场最后一年生产无立柱硬顶车），只有全尺寸的克莱斯勒Newport和New Yorker还保留着前后侧窗可开启且无B柱的设计。
C柱作为两门和四门轿车以及掀背车的最后一根立柱，为汽车设计师提供了一个绝佳的创意平台，让他们能够“在原本可能平淡无奇的侧面轮廓中注入独特的设计元素”。 虽然大多数C柱都是向后倾斜的，但一些设计师也尝试使用反向角度来突出车型特色。在当今许多现代汽车侧面轮廓相似的情况下，C柱的设计“已成为彰显个性的重要区域”。
同样，在旅行车和SUV上常见的D柱设计也经历了从纯功能性向更多样化风格元素的转变。随着跨界车型日益相似，“D柱成为了区分车型的关键所在”。